# Lijst van heersers van Milaan
Deze pagina geeft een lijst van heersers van Milaan vanaf 1240 tot 1859.

## Heren van Milaan(1240 - 1395)
- Pagano I della Torre 1240 - 1247
- Pagano II della Torre 1247 - 1257
- Manfredi Lancia 1253 - 1256
- Martino della Torre 1257 - 1259
- Oberto Pallavicino 1259 - 1264
- Filippo della Torre 1263 - 1265
- Napoleone della Torre 1265 - 1277
- Ottone Visconti, aartsbisschop van Milaan 1277 - 1294
- Matteo I Visconti 1294 - 1302;
- Guido della Torre 1302 - 1311;
- Matteo I Visconti 1311 - 1322 (opnieuw)
- Galeazzo I Visconti 1322 - 1327
- Azzo Visconti 1327 - 1339
- Luchino Visconti 1339 - 1349
- Giovanni Visconti 1349 - 1354
- Bernabò Visconti 1354 - 1385
- Galeazzo II Visconti 1354 - 1378
- Matteo II Visconti 1354 - 1355
- Gian Galeazzo Visconti 1378 - 1395

## Hertogen van Milaan(1395 - 1800)
- Gian Galeazzo Visconti 1395 - 1402
- Gian Maria Visconti 1402 - 1412
- Filippo Maria Visconti 1412 - 1447
- Ambrozijnse Republiek 1447 - 1450
- Francesco ISforza 1450 - 1466
- Galeazzo Maria Sforza 1466 - 1476
- Gian Galeazzo Sforza 1476 - 1494
- Ludovico Sforza 1494 - 1499
- Lodewijk XII van Frankrijk 1499 - 1500
- Ludovico Sforza 1500 (opnieuw)
- Lodewijk XII van Frankrijk 1500 - 1512 (opnieuw)
- Massimiliano Sforza 1512 - 1515
- Frans I van Frankrijk 1515 - 1521
- Francesco II Sforza 1521 - 1524
- Frans I van Frankrijk 1524 - 1525 (opnieuw)
- Francesco II Sforza 1525 - 1535 (opnieuw)
- Keizer Karel V 1535 - 1554
- Filips II van Spanje 1554 - 1598
- Filips III van Spanje 1598 - 1621
- Filips IV van Spanje 1621 - 1665
- Karel II van Spanje 1665 - 1700
- Filips V van Spanje 1700 - 1706
- Keizer Karel VI 1707 - 1740
- Maria Theresia 1740 - 1780
- Keizer Jozef II 1780 - 1790
- Keizer Leopold II 1790 - 1792
- Keizer Frans II 1792 - 1796
- Transpadaanse Republiek 1796 - 1797
- Cisalpijnse Republiek 1797 - 1799
- Keizer Frans II 1799 - 1800 (opnieuw)

### Gouverneurs van Milaan (1538 - 1800)
- Alfonso d'Avalos 1538 - 1546
- Ferrante Gonzaga 1546 - 1555
- Fernando Álvarez de Toledo 1555 - 1556
- Cristofero Cardinal Madruzzo 1556 - 1558
- Gonzalo Fernandez de Córdoba 1558 - 1560
- Fransco Fernando d'Avalos 1560 - 1563
- Gonzalo Fernandez de Córdoba 1563 - 1564
- Gabriel de la Cueva 1564 - 1571
- Don Luis de Requesens 1572 - 1573
- Antonio de Guzmán 1573 - 1580
- Don Sancho de Guevara y Padilla 1580 - 1583
- Carlos de Aragona 1583 - 1592
- Don Fernando de Velasco 1592 - 1595
- Don Pedro de Padilla 1595 - 1600
- Pedro Henriquez de Acevedo 1600 - 1610
- Don Fernando de Velasco 1610 - 1612
- Juan de Mendoza 1612 - 1614
- Don Sancho de Luna 1614 - 1616
- Pedro Alvarez de Toledo 1616 - 1618
- Gomez Suarez de Figueroa y Córdoba 1618 - 1625
- Don Gonzalo Fernandez de Córdoba 1625 - 1629
- Ambrogio Marquis 1629 - 1630
- Alvaro de Bazán 1630 - 1631
- Gomez Suarez de Figueroa y Córdoba 1631 - 1633
- Ferdinand Cardinal 1633 - 1634
- Gil CardinalAlbornoz 1634 - 1635
- Diego Felipe de Guzmán 1635 - 1641
- Juan de Velasco 1641 - 1643
- Antonio Sancho Davila 1643 - 1646
- Bernardino Fernando de Velasco 1646 - 1647
- Iñigo Fernando de Velasco 1647 - 1648
- Luis de Benavides 1648 - 1656
- Alonzo Perez de Vivero 1656 - 1660
- Francesco Gaetani 1660 - 1662
- Luis de Guzmán Ponce de Leon 1662 - 1668
- Paolo Spinola 1668 - 1670
- Gaspar Tellez Girón 1670 - 1674
- Claude Lamoral I van Ligne 1674 - 1678
- Juan Henriquez de Cabrera 1678 - 1686
- Antonio Lopez de Ayala Velasco y Cardeñas 1686 - 1691
- Diego Felipe de Guzmán 1691 - 1698
- Karel Hendrik van Lotharingen-Vaudemont 1698 - 1706
- Eugenius van Savoye 1706 - 1716
- Maximilian Karl von Löwenstein-Wertheim 1717 - 1719
- Girolamo Colloredo 1719 - 1725
- Wirich Philipp von Daun 1725 - 1736
- Otto Ferdinand von Traun 1736 - 1743
- Georg Christian von Lobkowitz 1743 - 1745
- Gian Luca Pellavicini 1745 - 1747
- Ferdinand Bonaventura von Harrach 1747 - 1750
- Gian Luca Pellavicini 1750 - 1754
- Francesco III d'Este 1754 - 1771
- Ferdinand van Oostenrijk 1771 - 1796
- Republiek 1796 - 1797
- Conte Luigi Cocastelli 1799 - 1800

## Italiaanse Republiek (1802 - 1805)
- Napoleon Bonaparte

## Koningen van Italië (1805 - 1814)
- Napoleon Bonaparte 1805 - 1814

### Onderkoningen van Italië (1805 - 1814)
- Eugène de Beauharnais 1805 - 1814

## Koningen vanLombardije-Venetië(1814 - 1859)
- Keizer Frans II 1814-1835
- Ferdinand I van Oostenrijk 1835-1848
- Frans Jozef I van Oostenrijk 1848-1859

### Onderkoningen van Lombardije-Venetië (1814 - 1859)
- Hendrik XV Reuss zu Plauen 1814 - 1815
- Frederik Hendrik von Bellegarde 1815 - 1816
- Anton van Oostenrijk 1816 - 1818
- Reinier van Oostenrijk 1818 - 1848
- Josef Radetzky von Radetz 1848 - 1857
- Maximiliaan van Oostenrijk 1857 - 1859
- Franz Gyulai 1859
- Heinrich Hermann von Hess 1859